# Candida sequanensis
Candida sequanensis är en svampart som beskrevs av Saëz & Rodr. Mir. 1984. Candida sequanensis ingår i släktet Candida, ordningen Saccharomycetales, klassen Saccharomycetes, divisionen sporsäcksvampar och riket svampar.   Inga underarter finns listade i Catalogue of Life.